# Ведута Павло Пилипович

Погруддя Ведути в селі Ставкове, де він працював гововою колгоспу ім. XXI з'їзду КПРС

Павло Пилипович Ведута (нар. 4 (17) липня 1906 — 19 жовтня 1987) — український новатор сільськогосподарського виробництва, голова колгоспу ім. XXII з'їзду КПРС Березівського району Одеської області УРСР (нині ТОВ ім. Ведути).
Двічі Герой Соціалістичної Праці (1949, 1958), один з 225 людей за всю історію нагороджень в СРСР, удостоєний золотої зірки Героя Соціалістичної праці вдруге. Депутат Верховної Ради УРСР 6—10-го скликань.

## Життєпис
Народився 17 липня (4 липня за старим стилем) 1906 року в селі Журівка Ананьївського повіту Херсонської губернії (нині Миколаївського району Одеської області). Син розкуркуленого і засланого у Володимирську губернію в 1920-х роках багатого селянина Пилипа Івановича Ведути.
Освіта початкова. З 1920 року працював у господарстві батьків, з 1928 року був робітником будівельної артілі в місті Одесі. З 1930 року — різальник каменю Ільїнського шахтоуправління Біляївського району Одещини, колгоспник колгоспів «Нове життя» Біляївського району та імені Будьонного Березівського району Одеської області.
У 1941—1945 роках — служба у Червоній армії. Учасник німецько-радянської війни, яку пройшов з перших днів і закінчив у Берліні.
З 1945 року — бригадир рільничої бригади колгоспу імені Будьонного Березівського району Одеської області.
Член ВКП(б) з 1951 року
З 1954 по 1977 рік — голова колгоспу імені Будьонного (потім — імені XXII з'їзду КПРС) Березівського району Одеської області.
Колгосп імені XXII з'їзду КПРС в селі Ставкове, яким керував П. П. Ведута, протягом 1954—1977 років був одним з передових в області щодо врожаю пшениці та цукрових буряків. Після виходу на пенсію у лютому 1977 року П. П. Ведута був обраний почесним головою колгоспу.
Делегат XXII, XXIII і XXIV з'їздів Компартії України та XXV з'їзду КПРС.

## Нагороди
Двічі Герой Соціалістичної Праці:
- 24 червня 1949 — за високі врожаї пшениці,
- 26 лютого 1958 — за успіхи в розвитку сільського господарства.

Нагороджений трьома орденами Леніна, двома орденами Трудового Червоного Прапора, орденом Жовтневої Революції, орденом Вітчизняної війни 2-го ст., орденом Дружби народів, Почесною грамотою Президії Верховної Ради Української РСР (16.06.1966), а також медалями.

## Пам'ять
- У селі Ставкове Березівського району встановлено бронзовий бюст[5].
- У 1963 були зняті документальні фільми про відкриття бюста П. П. Ведути у с. Ставкове[6][7].
- Історико-краєзнавчий музей села Ставкове (колишньої німецької колонії Вейсове) був створений за ініціативою самого Павла. Завдяки красивій панорамі, що відкриває експозицію, музей вважається одним з найкрасивіших у районі. Сьогодні в числі експонатів музею також виставлені фотографії і документи, що розповідають про життя і діяльність П. П. Ведути[8].
- Колишній колгосп імені XXII з'їзду КПРС перейменований сьогодні на честь голови, який прославив його на всю країну — сьогодні це ТОВ ім. Ведути[3]
- В Одеській області відзначалося 100-річчя з дня народження П. П. Ведути[9].